# Amara Essy
Amara Essy (Bouaké, 20 de diciembre de 1944-Abiyán, 8 de abril de 2025) fue un diplomático marfileño, que se desempeñó como embajador y ministro de asuntos exteriores de Costa de Marfil. También fue presidente de la Asamblea General de las Naciones Unidas, durante el cuadragésimo noveno período de sesiones, y el primer titular de la comisión de la Unión Africana.

## Biografía

### Primeros años y familia
Estudió derecho público en la Universidad de Poitiers en Francia. Tiene un diploma del Carnegie Endowment for International Peace en Suiza.
Musulmán, se casó con una católica. El matrimonio tiene seis hijos.

### Carrera
Comenzó su carrera profesional en 1970 como jefe de relaciones económicas en la oficina de cooperación técnica y económica. Un año después, fue nombrado primer consejero de la embajada de Costa de Marfil en Brasil. También fue consejero de la misión permanente de Costa Marfil ante las Naciones Unidas en Nueva York desde 1973 hasta 1975. Se desempeñó como representante permanente de Costa de Marfil ante la Oficina de las Naciones Unidas en Ginebra y ante la Organización de las Naciones Unidas para el Desarrollo Industrial en Viena (Austria), entre octubre de 1975 y septiembre de 1978. También fue presidente del Grupo de los 77 en Ginebra de 1977 a 1978 y más tarde fue nombrado embajador extraordinario y plenipotenciario en Suiza.
Fue representante permanente de su país ante las Naciones Unidas entre 1981 y 1990. En ese cargo, fue vicepresidente de la 43.º sesión de la Asamblea General, entre septiembre de 1988 y septiembre de 1989 (siendo el presidente el argentino Dante Caputo), y en enero de 1990 fue presidente del Consejo de Seguridad. Simultáneamente, se desempeñó como embajador de Costa de Marfil en Argentina (1981-1983) y Cuba (1988-1990). En 1990 fue nombrado ministro de asuntos exteriores, y mientras ocupó ese cargo se desempeñó como presidente del 49.º período de sesiones de la Asamblea General de las Naciones Unidas de 1994 a 1995.
En febrero de 1996, fue elegido alcalde de Kouassi-Datékro, ocupando el cargo hasta 2000. En 1998 obtuvo el rango de ministro de Estado de 1998 a 2000, mientras que permaneció como ministro de asuntos exteriores. Junto con otros ministros, fue detenido por militares tras el golpe de Estado del 24 de diciembre de 1999, pero fue liberado el 28 de diciembre. Fue reemplazado en el gobierno de transición nombrado el 4 de enero de 2000.
El 9 de julio de 2001 fue elegido secretario general de la Organización de la Unidad Africana (OUA) en Lusaka (Zambia), con la tarea de liderar la transformación de la OUA en la Unión Africana (UA) en el transcurso de un año. Asumió el cargo de secretario general en Addis Abeba (Etiopía), el 17 de septiembre de 2001. Se desempeñó en ese cargo hasta el 9 de julio de 2002, cuando la OUA se convirtió en la UA y fue nombrado presidente interino de la Comisión de la Unión.
Fue inicialmente candidato para el puesto de presidente de la Comisión en la cumbre de la UA de julio de 2003 en Maputo, pero se retiró antes de la votación, dejando a Alpha Oumar Konaré, el expresidente de Mali, como el único candidato. Permaneció como presidente interino de la Comisión hasta que fue sucedido por Konaré el 16 de septiembre de 2003.
Fue distinguido con la Orden Nacional de Costa de Marfil.

## Muerte
Falleció el 8 de abril de 2025, a los 80 años de edad.